# Pluzunet
Pluzunet (bretonisch: Plûned) ist eine französische Gemeinde mit 984 Einwohnern (Stand 1. Januar 2022) im Département Côtes-d’Armor in der Region Bretagne. Sie gehört zum Arrondissement Lannion, zum Kanton Bégard und ist Mitglied des 2015 gegründeten Gemeindeverbands Lannion-Trégor Communauté. Die Bewohner nennen sich Pluzunétois(es).

## Geografie
Pluzunet liegt rund zwölf Kilometer (Luftlinie) südöstlich der Kleinstadt Lannion im Norden der Bretagne.   

## Bevölkerungsentwicklung
| Jahr                       | 1793 | 1806 | 1876 | 1911 | 1921 | 1962 | 1968 | 1975 | 1982 | 1990 | 1999 | 2006 | 2012 |
| Einwohner                  | 2485 | 2126 | 2570 | 1819 | 1662 | 1159 | 1149 | 1058 | 1036 | 1021 | 986  | 1009 | 1016 |
| Quellen: Cassini und INSEE |      |      |      |      |      |      |      |      |      |      |      |      |      |

Die zunehmende Mechanisierung der Landwirtschaft und die zahlreichen Toten des Ersten Weltkriegs führten zu einem Absinken der Einwohnerzahlen bis auf die Tiefststände in neuerer Zeit.

## Sehenswürdigkeiten
Siehe: Liste der Monuments historiques in Pluzunet